# エン (VIXX)
エン（N、엔、1990年6月30日 - ）は、韓国の男性歌手、俳優。本名、チャ・ハギョン（韓:차학연）。韓国出身の4人組男性アイドルグループVIXXのメンバー・リーダー。血液型A型。

## 略歴
2012年5月にVIXXのメンバーとしてデビュー。リーダーを務める。
様々なジャンルのダンスパフォーマンスをこなし、自身でダンスを作り出す能力も優れており、デビュー前に出場したダンス大会『2009韓国青少年ダンスフェスティバル』では大賞を受賞。韓国の3大芸能事務所SM、YG、JYPエンターテインメントからラブコールを受けるほど優れた過去のダンス映像も話題となった。
2014年、ドラマ『ホテルキング』で俳優デビューを果たす。
2019年3月、陸軍に現役入隊し、軍楽隊として服務した後、2020年10月に除隊した。
2020年10月31日、Jellyfishエンターテインメントとの契約が終了し、11月3日、新たな事務所51Kと専属契約をした。VIXXの活動は続ける。
2021年2月1日、日本公式ファンクラブサイトがオープン。チャ・ハギョン ジャパンオフィシャルファンクラブ。
2022年12月31日、『2022 KBS演技大賞』にて、ドラマスペシャルTVシネマ賞（男性部門）(「染み」)を受賞した。

## 人物
勉強熱心で努力家であり、高校時代にダンスを学ぶため日本に留学した経験がある。
日本語も勉強しており、VIXXのメンバーの中で最も流暢に日本語が話せる。
憧れは東方神起のユンホ。学生時代には学園祭で東方神起「Rising Sun」を披露したこともソロファンミーティング時に明かした。
メンバー想い、ファン想いな一面
非常にメンバー想い、ファン想いとして有名である。
自身の誕生日に、自らデザインしたファンへの感謝のメッセージを込めた野外広告を掲出。さらに、サプライズで無料のストリートライブを開催。当日に予告したにもかかわらず、現場には1000人近くのファンが集まり、参加できない地方や海外のファンの為にオンライン中継も実施した。
ドラマ撮影など多忙な年でも、自身の誕生日にはファンへのプレゼントとして、サプライズでパフォーマンス映像を公開。
ソロファンミーティング開催時にもサプライズで自ら考案・デザインしたプレゼントを用意し、終演後にファンひとりひとりに手渡しした。
兵役中の現在は、度々ファンに宛てた直筆の手紙をYouTubeの個人チャンネルにて公開している。
様々な善行プロジェクトに参加
発達障害青少年オーケストラ支援や韓国Habitat定期貯金活動へ参加、VIXXが日本で発売したエンが作詞作曲を手がけた楽曲「サボテン」の韓国語バージョンを発売し収益金を寄付するなど、そのほか継続的に複数のボランティア活動を行なっている。
また、2017年に日本で開催されたソロファンミーティング時、エン手作りのキャンドルを販売。本人の希望により、キャンドルの収益金全額を東日本大震災義援金として寄付した。
エンは「小さい頃から夢見てきた歌手の道を歩んでいる。たくさんの人々の助けと関心のおかげで今の自分がある。これからはその愛を少しずつ分かち合う人生を生きていこうと決意し、一つずつ実践するようになった」と語っている。

## 作品

### パフォーマンス作品
- 인연（2018）
- LAST FANTASIA（2018）

## ソロイベント
| 年   | 公演タイトル                                        | 場所 |
| ---- | --------------------------------------------------- | --- |
| 2017 | 2017 N's Birthday Home Party Mini Live ～えん返し～ | Zeep Sapporo（北海道）、Zeep Tokyo（東京）、松下IMPホール（大阪）、アクロス福岡 イベントホール（福岡）                                       |
| 2018 | えん返し 2018 Take a trip to Japan                  | Zeep Sapporo（北海道）、Zepp Nagoya（愛知）、Zepp Namba（大阪）、福岡イムズホール（福岡）、渋谷区文化総合センター大和田 さくらホール（東京） |
| 2019 | VIXX N Fanmeeting 2019 <아!차학연>                  | ソウル（韓国） |
| 2019 | VIXX N Fanmeeting 2019 ＜A! Cha hakyeon＞ in Japan  | 堂島リバーフォーラム（大阪）、Zepp Tokyo（東京）                                                                                             |

## 出演

### ドラマ
- ホテルキング（2014年、MBC) - ノア役
- やってきた!ファミリー（2015年、SBS） - チャ・ハギョン役
- 恋にチアアップ!（2015年、KBS2） - ハ・ドンジェ役
- トゥモローボーイ〜恋の始まりはすれ違いから〜（2016年、Naver TV Cast） - テピョン役
- 恋はマネーゲーム〜この子たち、何?〜（2016年、NAVER tvcast） - チェ・グムソン役
- 愛の迷宮-トンネル-（2017年、OCN) - パク・グァンホ役
- 完璧な妻（2017年、KBS2） - ブライアン役（2017年）
- 知ってるワイフ（2018年、tvN） - キム・ファン役[29][30]
- 赤い月青い太陽（2018年、MBC） - イ・ウンホ役
- ザ・フェア（2021年、tvN） - コ・ドヨン 役
- Mine（2021年、tvN） - ハン・スヒョク役
- 御史とジョイ（2021年、tvN） - チェ・スンユル 役 ※特別出演
- バッド･アンド･クレイジー（2021年-2022年、tvN） - オ・ギョンテ 役
- 明日（2022年、MBC） - キム・フン 役 ※特別出演
- 染み（2022年、KBS2）- コン・ジフン 役
- 朝鮮弁護士（2023年、MBC） - ユ・ジソン 役
- 無人島のディーバ（2023年、tvN） - カン・ウハク/チョン・チェホ 役

### 舞台
- イン・ザ・ハイツ - ベニ役（2017年）[31]
- INTERVIEW～お願い、誰か僕を助けて～ - シンクレア・ゴードン役（2017年-2018年）[32][33]